# Tariq Anwar
Tariq Anwar (urdu: طارق اںور; Delhi, 21 settembre 1945) è un montatore britannico di origini indiane e pakistane.
Ha lavorato in numerose importanti produzioni statunitensi e inglesi, tra cui Il ritmo del successo, The Good Shepherd - L'ombra del potere, Sylvia e American Beauty, grazie al quale venne nominato al premio Oscar e vinse un BAFTA.
Il montaggio ne Il discorso del re gli valse agli Oscar 2011 una nuova candidatura.
Nato nei territori dell'allora Raj Britannico, crebbe nelle città di Lahore e Bombay.
La madre, Edith Reich, era un'ebrea austriaca, mentre il padre, Rafiq, un attore cinematografico e regista indiano.
Tariq Anwar si trasferì a Londra con la madre dopo il divorzio dei genitori.
È il padre dell'attrice Gabrielle Anwar.

## Filmografia parziale
- Oppenheimer - miniserie TV (1980)
- Summer's Lease - miniserie TV (1989)
- The Monocled Mutineer - serie TV (1986)
- Fortunes of War - miniserie TV (1987)
- La pazzia di Re Giorgio (The Madness of King George), regia di Nicholas Hytner (1994)
- Fatherland - film TV (1994)
- The Grotesque, regia di John-Paul Davidson (1995)
- La seduzione del male (The Crucible), regia di Nicholas Hytner (1996)
- Le ali dell'amore (The Wings of the Dove), regia di Iain Softley (1997)
- L'oggetto del mio desiderio (The Object of My Affection), regia di Nicholas Hytner (1998)
- Cousin Bette, regia di Des McAnuff (1998)
- Un tè con Mussolini (Tea with Mussolini), regia di Franco Zeffirelli (1999)
- American Beauty, regia di Sam Mendes (1999)
- Il ritmo del successo (Center Stage), regia di Nicholas Hytner (2000)
- Greenfingers, regia di Joel Hershman (2000)
- Focus, regia di Neal Slavin (2001)
- Alien Love Triangle - cortometraggio, regia di Danny Boyle (2002)
- Leo, regia di Mehdi Norowzian (2002)
- Sylvia, regia di Christine Jeffs (2003)
- Stage Beauty, regia di Richard Eyre (2004)
- Alpha Male, regia di Dan Wilde (2006)
- The Good Shepherd - L'ombra del potere (The Good Shepherd), regia di Robert De Niro (2006)
- Revolutionary Road, regia di Sam Mendes (2008)
- L'ombra del sospetto (The Other Man), regia di Richard Eyre (2008)
- American Crude - Follie in America (American Crude), regia di Craig Sheffer (2008)
- Stephen Fry in America - miniserie TV (2008)
- Giustizia privata (Law Abiding Citizen), regia di F. Gary Gray (2009)
- Il discorso del re (The King's Speech), regia di Tom Hooper (2010)
- Down by the River, regia di John-Paul Davidson (2011)
- Grandi speranze (Great Expectations), regia di Mike Newell (2012)
- Curve - Insidia mortale (Curve), regia di Iain Softley (2015)
- Il traditore tipo (Our Kind of Traitor), regia di Susanna White (2016)
- The Silent Man (Mark Felt: The Man Who Brought Down the White House), regia di Peter Landesman (2017)
- Morto tra una settimana (o ti ridiamo i soldi) (Dead in a Week: Or Your Money Back), regia di Tom Edmunds (2018)
- Il capitale umano - Human Capital (Human Capital), regia di Marc Meyers (2019)
- Quella notte a Miami... (One Night in Miami...), regia di Regina King (2020)

## Riconoscimenti

### Vinti
- 1981: BAFTA Television Award al miglior montatore - Oppenheimer
- 2000: BAFTA al miglior montaggio - American Beauty

### Candidature
- 1987: BAFTA Television Award al miglior montatore - The Monocled Mutineer
- 1988: BAFTA Television Award al miglior montatore - Fortunes of War
- 1990: BAFTA Television Award al miglior montatore - Summer's Lease
- 1996: BAFTA al miglior montaggio - La pazzia di Re Giorgio (The Madness of King George)
- 1999: Satellite Award per il miglior montaggio - American Beauty
- 2000: Oscar al miglior montaggio - American Beauty
- 2000: Eddie Award al miglior montatore in un film drammatico - American Beauty
- 2000: Las Vegas Film Critics Society Award per il miglior montaggio - American Beauty
- 2000: Online Film Critics Society Award al miglior montaggio in un film - American Beauty
- 2011: Oscar al miglior montaggio - Il discorso del re (The King's Speech)
- 2011: BAFTA al miglior montaggio - Il discorso del re (The King's Speech)